# 瓦馬坦博區
瓦馬坦博區（西班牙語：Distrito de Huamatambo），是秘魯的一個區，位於該國中南部萬卡韋利卡大區的卡斯特羅維雷納省，始建於1942年1月12日，面積54.16平方公里，海拔高度3,056米，2005年人口457，人口密度每平方公里8.4人。